# إبراهيم أكين
إبراهيم أكين (بالتركية: İbrahim Akın)‏ (4 يناير 1984 في تركيا - ) هو لاعب كرة قدم تركي في مركز جناح ‏. شارك مع منتخب تركيا تحت 21 سنة لكرة القدم ومنتخب تركيا لكرة القدم. أما مع النوادي، فقد لعب مع آلتاي إزمير وسيفاسبور وغازي عنتاب سبور ونادي إسطنبول باشاكشهر ونادي بشكتاش.

## مسيرته الكروية
لعب إبراهيم أكين خلال مسيرته الاحترافية مع 5 أندية في تسعة عشر موسمًا وسجل خلالها 72 هدفًا ضمن 353 مباراة. حيث فاز في موسمين بالكأس ولم يفز بأي دوري.
خاض إبراهيم أكين مسيرته مع نادي آلتاي إزمير في موسم 2001–02 في المرة الأولى واستمر معه طيلة ثلاثة مواسم ثم في موسم 2016–17 واستمر معه طيلة ثلاثة مواسم، مشاركًا طوالها في 128 مباراة سجل خلالها 32 هدفًا. ثم انتقل إلى نادي بشكتاش في موسم 2004–05 ليلعب معه أربعة مواسم، حيث شارك في 76 مباراة سجل خلالها 13 هدفًا. لينتقل بعدها إلى نادي إسطنبول باشاكشهر في موسم 2007–08 ليلعب معه أربعة مواسم، مشاركًا في 94 مباراة سجل خلالها 24 هدفًا. ثم انتقل إلى نادي غازي عنتاب سبور في موسم 2011–12 واستمر معه طيلة ثلاثة مواسم، مشاركًا في 28 مباراة سجل خلالها هدفًا واحدًا. هذا وانتقل لاحقًا إلى نادي سيفاسبور في موسم 2014–15 ولمدة موسمين، مشاركًا في 27 مباراة سجل خلالها هدفين.

## وصلات خارجية
- إبراهيم أكين على موقع الاتحاد الدولي (مؤرشف)  (الإنجليزية)
- إبراهيم أكين على موقع الاتحاد الأوربي (الإنجليزية)
- إبراهيم أكين على موقع اتحاد تركيا (لاعب) (الإنجليزية)
- إبراهيم أكين على موقع قاعدة بيانات كرة القدم.إي يو (الإنجليزية)
- إبراهيم أكين على موقع ناشيونال فوتبول تيمز (الإنجليزية)
- إبراهيم أكين على موقع Soccerway.com (الإنجليزية)
- إبراهيم أكين على موقع عالم كرة القدم.نت (الإنجليزية)